# Lijst van machthebbers in 547 v.Chr.
In 547 v.Chr.  waren onderstaande personen in machtsposities.

## Afrika
| Land     | Positie           | Dynastie     | Machthebber | Tijdvak          |
| -------- | ----------------- | ------------ | ----------- | ---------------- |
| Carthago | Koning            | Magoniden    | Mago I      | 550 - 530 v.Chr. |
| Cyrene   | Koning            | Battiaden    | Battus III  | 550 - 530 v.Chr. |
| Egypte   | Koning van Egypte | 26e dynastie | Amasis      | 570 - 526 v.Chr. |
| Koesj    | Koning            | Meroe        | Malonaqen   | 555 - 542 v.Chr. |

## Azië
| Land           | Positie           | Dynastie      | Machthebber | Tijdvak          |
| -------------- | ----------------- | ------------- | ----------- | ---------------- |
| China          | Keizer van China  | Zhou-dynastie | Zhou Ling   | 571 - 545 v.Chr. |
| Japan          | Keizer van Japan  |               | Annei       | 549 - 510 v.Chr. |
| Perzische Rijk | Koning van Perzië | Achaemeniden  | Cyrus II    | 559 - 529 v.Chr. |

## Europa
| Land      | Positie                 | Dynastie     | Machthebber        | Tijdvak          |
| --------- | ----------------------- | ------------ | ------------------ | ---------------- |
| Athene    | Tiran                   |              | Pisistratus        | 560 - 527 v.Chr. |
| Ierland   | Hoge koning van Ierland | Leinster     | Cobthach Cóel Breg | 592 - 542 v.Chr. |
| Macedonië | Koning                  | Argeaden     | Alcetas I          | 576 - 547 v.Chr. |
| Macedonië | Koning                  | Argeaden     | Amyntas I          | 547 - 498 v.Chr. |
| Rome      | Koning van Rome         |              | Servius Tullius    | 578 - 534 v.Chr. |
| Sparta    | Koning van Sparta       | Agiaden      | Anaxandridas II    | 560 - 520 v.Chr. |
| Sparta    | Koning van Sparta       | Eurypontiden | Ariston            | 550 - 515 v.Chr. |